# Marlen Pelny
Marlen Pelny (* 4. Februar 1981 in Nordhausen) ist eine deutsche Autorin und Musikerin.

## Leben und Werk
Marlen Pelny wuchs in der Siedlung Silberhöhe in Halle (Saale) auf. Sie war Initiatorin der Literaturgruppe augenpost, bestehend aus ihr, Ulrike Almut Sandig und Dorit Horn. Die drei plakatieren seit 2001 Gedichte in Leipzig und anderen Städten.
Marlen Pelny vertonte eine Vielzahl von Gedichten von Ulrike Almut Sandig, mit der sie ab 2000 im In- und Ausland auftrat. Für insgesamt vier musikalische Lesungen an polnischen Universitäten, vertonte sie Briefe von Heinrich von Kleist, die sie dort live aufführte. Für den Internationalen Marianne Brandt Wettbewerb 2007 vertonte sie Gedichte von Marianne Brandt. Diese Vertonung bildet den Hintergrund für den Film „Wer weiß ich nicht“. Beim Internationalen Marianne Brandt Wettbewerb 2010 wurde die Vertonung von Pelny in der Chemnitzer Oper live aufgeführt.
Anlässlich einer Aquarellausstellung von Günter Grass in Danzig vertonte sie einige seiner Gedichte und führte sie zur Ausstellungseröffnung live auf.
Daneben gründete sie das Duo sonntags zusammen mit Dorit Horn. Das Duo veröffentlichte 2004 ein selbst betiteltes Debütalbum und 2005 die CD zwischen eigenen worten. 2006 erschien der tag, an dem alma kamillen kaufte, ein musikalisches Hörbuch mit Ulrike Almut Sandig. Die Zusammenarbeit wurde 2011 mit Märzwald weitergeführt und endete 2013.
Ihr erster eigener Lyrikband Auftakt erschien 2007 in der Connewitzer Verlagsbuchhandlung. 2011 folgte Wir müssen nur noch die Tiere erschlagen im Verlag Voland & Quist. Seit 2010 ist sie, gemeinsam mit der Texterin und Musikerin Chio, außerdem Teil der Band Zuckerklub, die beim Plattenlabel der Popfeministinnen Sandra Grether und Kerstin Grether unter Vertrag steht. Zuckerklub singen auch mal von einer Leiche vor dem Fenster und lassen es wie ein Liebeslied klingen", schreibt das Missy Magazine. Die Band spielt seit 2010 zahlreiche Konzerte und reiht sich in die Arbeit von Pelny ein, die Poesie und Musik vereinen will.
Marlen Pelny studierte von 2012 bis 2016 am Deutschen Literaturinstitut Leipzig.
Am 31. August 2021 erschien ihr erster Roman Liebe/Liebe im Haymon Verlag.
Am 5. September 2023 erschien ihr zweiter Roman Warum wir noch hier sind, ebenfalls bei Haymon Verlag.

## Stipendien
- 2009: Stipendium der Kulturstiftung des Freistaates Sachsen
- 2014: Stipendium des Ministeriums für Wissenschaft, Forschung und Kultur des Landes Brandenburg in Schloss Wiepersdorf
- 2015: Stipendium Literarisches Tandem Stiftung Brandenburger Tor
- 2016: Stipendium Kunststiftung Sachsen-Anhalt
- 2019: Stipendiatin der Autorenwerkstatt Prosa des Literarisches Colloquium Berlin
- 2020: Sonderstipendium der Senatsverwaltung für Kultur und Europa
- 2021: Arbeitsstipendium der Kulturstiftung Thüringen
- 2021: Recherchestipendium deutschsprachige Literatur – Senatsverwaltung für Kultur und Europa
- 2023: Arbeitsstipendium für deutschsprachige Literatur – Senatsverwaltung für Kultur und Europa

## Nominierungen und Auszeichnungen
- 2013: Leonce & Lena Preis (Nominierung)
- 2013: Münchner Lyrikpreis (Nominierung)
- 2022: Klopstock-Förderpreis für Liebe / Liebe[4]

## Werke
- Auftakt. Gedichte. Connewitzer Verlagsbuchhandlung, Leipzig 2007, ISBN 978-3-937799-23-0.
- Wir müssen nur noch die Tiere erschlagen. Gedichte. Voland & Quist, Dresden/Leipzig 2013, ISBN 978-3-86391-037-2.
- Liebe/Liebe. Roman. Haymon Verlag, Innsbruck/Wien 2021, ISBN 978-3-7099-8141-2 (Triggerwarnung).
- Warum wir noch hier sind. Roman. Haymon Verlag, Innsbruck/Wien 2023, ISBN 978-3-7099-8197-9.

## Anthologien
- 2005 Mit einem Reh kommt Ilka ins Merkur, Connewitzer Verlagsbuchhandlung, ISBN 978-3-937799-07-0
- 2005 Disco in Chihuahua, Miriam Zedelius (Hrsg.)
- 2006: zwischen eigenen worten, mit sonntags (Eigenproduktion)
- 2007 Fische im Sand, Literaturmagazin comma
- 2010 Weisz auf Schwarz Nr. 10
- 2009 Der deutsche Lyrikkalender 2009, ISBN 978-2-87448-019-5
- 2010 Der deutsche Lyrikkalender 2010, ISBN 978-2-87448-025-6
- 2011 Palmbaum Literarisches Journal aus Thüringen
- 2011 Auch dein Herz... Mitteldeutscher Verlag, ISBN 978-3-89812-817-9
- 2011 kein herz ungeteilt, weissbooks.w
- 2012 hingerissen in eurer Mitte, Edition Monacensia, Augusta Laar, Alma Larsen, S.I. Struck (Hrsg.)
- 2012 Ostragehege Nr. 67
- 2013 Fische in blauem Rauch, Literarischer März 18, Brandes & Apsel Verlag, ISBN 978-3-95558-043-8
- 2014 Welche Mauer eigentlich? be.bra Verlag, Falko Hennig und Alessandra Schio (Hrsg.), ISBN 978-3-89809-118-3
- 2015 Am Erker 70, Andreas Heckmann (Hrsg.)
- 2015 Nuori Voima, Kulttuurilehti, Helsinki, Finnland
- 2015 Jahrbuch der Lyrik 2015, DVA, Christoph Buchwald und Nora Gomringer (Hrsg.)
- 2015 :logbuch, Kreuzer Leipzig
- 2015 lap/p poetry in motion, Ostpol
- 2016 Tippgemeinschaft 2016, Jahresanthologie der Studierenden des Deutschen Literaturinstituts Leipzig
- 2017 Spritz (Sprache im technischen Zeitalter) Stiftung Brandenburger Tor (Hrsg.)

Diskografie
- 2004: sonntags, mit sonntags (Eigenproduktion)
- 2006: der tag, an dem alma kamillen kaufte. Musikalisches Hörbuch mit Ulrike Almut Sandig. Connewitzer Verlagsbuchhandlung, Leipzig 2006, ISBN 978-3-937799-20-9
- 2011: Märzwald. Musikalisches Hörbuch mit Ulrike Almut Sandig. Schöffling Verlag, Frankfurt am Main 2011, ISBN 978-3-89561-187-2
- 2011: Fischen. Soloalbum, Kook 2011
- 2013: Wie soll ich sein, mit Zuckerklub, iMusician Digital
- 2016: Jeden Moment mit Myri am See, CD mit Zuckerklub, Bohemian Strawberry
- 2020: Jemand so wie du, EP mit Zuckerklub, iMusician Digital